# Жанадауир (Жетысайский район)
Жанадауир (каз. Жаңадәуір, до 2001 г. — Целинный) — село в Жетысайском районе Туркестанской области Казахстана. Входит в состав Макталинского сельского округа. Код КАТО — 514479880.

## Население
В 1999 году население села составляло 272 человека (149 мужчин и 123 женщины). По данным переписи 2009 года, в селе проживал 361 человек (192 мужчины и 169 женщин).